# Bitva u Tatarahamy
Bitva u Tatarahamy v roce 1336 (japonsky 多々良浜の戦い, Tatarahama no tatakai) byla jednou z mnoha bitev období válek Nanbokučó v Japonsku, v nichž spolu válčily dva soupeřící císařské dvory (Severní a Jižní) v boji o legitimitu a vládu nad Japonskem. V bitvě u Tatarahamy se rozhodovalo o tom, zda si Severní dvůr, jenž byl úzce spojen se šógunátem Ašikaga, zajistí kontrolu nad ostrovem Kjúšú. 

## Předehra
Počátkem roku 1336 se několik rodů z ostrova Kjúšú, jež předpokládaly postup šógunovy armády proti nim, snažilo sjednotit a klást společný odpor. Na ostrově byla svedena řada potyček s rody, které byly šógunovi loajální. Patřilo k nim i obléhání města Dazaifu, při němž byla dobyta pevnost rodu Šóniů. Rodovému vůdci Sadacunemu Šóniovi se sice podařilo uprchnout, byl však brzy poté poražen a spolu s několika svými poddanými spáchal rituální sebevraždu seppuku.
Poté co šógun Takaudži Ašikaga dorazil počátkem dubna do nedaleké Munakaty, dozvěděl se o obléhání Dazaifu a o smrti Sadacune Šóniho. Shromáždil vojsko a 15. dubna vyrazil z Munakaty do Tatarahamy vzdálené 24 km. Zde se setkal s armádou rodu Kikučiů, jíž velel Taketoši Kikuči.

## Bitva
Vojenská kronika Baišó-ron popisuje Tatarahamu jako „asi pětikilometrový úsek suchého pobřeží, který na jeho jižním konci protíná malý potok. Areál šintoistické svatyně Hakozaki zasvěcené Hačimanovi sestává zhruba ze 13 km2 borového lesa. Na jihu leží město Hakata, na východě se rozkládá kopcovitá krajina a na západě je jen otevřené moře, které se rozprostírá až k břehům Číny“.
V konečné fázi bitvy pronásledoval šógunův bratr Tadajoši Ašikaga armádu rodu Kikučiů směrem k Dazaifu, kde se bojovníkům kikučijské armády podařilo rozprchnout se do kopců. Velitelé rodů Aso a Akizuki spáchali rituální sebevraždu seppuku, zatímco ostatní velitelé se jednoduše vzdali.
Takaudži Ašikaga odměnil své velitele za jejich statečnost a službu, svým protivníkům a několika klanům, které se sice bitvy nezúčastnily, ale poté se k němu připojily, však nabídl milost. Kjúšú tak bylo sjednoceno pod hlavičkou šógunátu a Severního císařského dvora.